# Du gouvernement des vivants

Du gouvernement des vivants est un cours donné par Michel Foucault en 1980 au Collège de France, établissement dans lequel il a enseigné de 1970 à sa mort, en 1984, et où il était titulaire de la chaire nommée « Histoire des systèmes de pensée ». Ce cours, édité en 2012 par Michel Senellart aux éditions Seuil/Gallimard, est largement consacré à la question de la « gouvernementalité » et des techniques de subjectivation des sujets.

## Situer le cours de 1979-1980 dans l’œuvre de Michel Foucault

### Rupture et continuité du cours
Dans son « Résumé du cours », Foucault souligne la continuité du cours de 1979-1980 avec ceux des deux années précédentes (Sécurité, territoire, population en 1977-1978 et Naissance de la biopolitique en 1978-1979) dans lesquels il s’était attaché à comprendre le pouvoir en termes de « gouvernement », c’est-à-dire en termes de capacité à conduire et orienter l’action des hommes par diverses techniques. Il explique avoir appliqué, dans le cours de 1980, le concept de gouvernement aux problèmes de l’examen de conscience et de l’aveu dans le christianisme primitif. Derrière cette apparente continuité se cache en réalité une profonde évolution des problématiques foucaldiennes. En effet, dans le cours de 1979, le concept de gouvernement avait conduit Foucault au concept de « gouvernementalité », il désignait ainsi les techniques de gouvernement utilisées par l’État depuis le XVIIIe siècle et qui avaient pour objet la population, c’est-à-dire les hommes considérés en tant qu’êtres vivants. Comme le souligne Michel Senellart dans sa « Situation du cours », le titre que Foucault avait déposé au printemps 1979 s’inscrivait parfaitement dans cette perspective d’une étude du gouvernement des « vivants ». Or, du vivant il n’est plus question en 1980. Gouvernement, certes, mais gouvernement par la vérité et par l’acte de subjectivation inhérent à la vérité.

### La première pierre du dernier Foucault
De façon schématique, on a coutume de diviser l’œuvre de Michel Foucault en trois grands moments. Le premier irait de l’Histoire de la folie à l’âge classique à L'Archéologie du savoir, ce serait le moment archéologique, l’étude des discours. Le second serait constitué de Surveiller et punir et de La volonté de savoir, c’est le moment généalogique, l’étude du pouvoir et de son lien essentiel avec le savoir. Le troisième, constitué par L’usage des plaisirs et Le souci de soi, traite de la subjectivité et oriente la pensée foucaldienne vers une esthétique de l’existence. Du gouvernement des vivants est le premier travail important lié à la problématique du sujet. Il n’est plus question de savoir comment un individu se trouve discipliné par un pouvoir-savoir qui lui est extérieur, mais de comprendre la place active que prend le sujet dans les techniques de gouvernement.

### Entre histoire de la sexualité et généalogie de l’aveu
Il est possible de lire le cours de 1980 dans la perspective d’une généalogie de l’aveu. Foucault irait chercher dans le christianisme primitif les premières apparitions de cette pratique de l’aveu qui a eu une si grande postérité dans la civilisation occidentale. Il remonterait aux origines de cette « bête d’aveu » qu’est l’homme occidental, comme il le dit dans La volonté de savoir. On verrait une confirmation de cette lecture dans le fait qu’en 1981, lors d’une série de conférences prononcées à Louvain, Foucault reprend de nombreux éléments du cours de 1980 pour faire une généalogie de l’aveu en Occident, de l’Œdipe roi  de Sophocle à nos jours. C’est la lecture la plus immédiate du cours. Michel Senellart, dans sa « Situation du cours », propose cependant de ne pas limiter le cours à cette généalogie de l’aveu mais de le rattacher au projet global d’une Histoire de la sexualité. Du gouvernement des vivants, en étudiant la subjectivation chrétienne, développerait des analyses décisives pour le quatrième tome inédit de l’histoire foucaldienne de la sexualité, intitulé Les aveux de la chair.

## Contenu du cours

### L’introduction théorique
Avant de passer à l’étude du christianisme primitif, Foucault a besoin d’une « introduction théorique » qui lui permette de poser certains concepts importants qui témoignent de la rupture théorique qu'il effectue. Ce sera l’objet des quatre premières leçons. Les exemples de Septime Sévère et d’Œdipe servent à poser les concepts d’ « alèthurgie », de « gouvernement des hommes par la vérité »  et de « véridiction ». À la fin de ces leçons introductives, il est acquis qu’un art de gouverner ne saurait se passer de la vérité, mais d’une vérité qui dépasse le vrai et la connaissance utile, d’une vérité qui ne peut se manifester que selon certaines règles du jeu qui excèdent la connaissance proprement dite, c’est cette manifestation de vérité que Foucault nomme « alèthurgie » ; il est aussi acquis que certaines alèthurgies impliquent que le sujet se prenne lui-même pour objet dans la manifestation de la vérité, et que c’est vers le christianisme primitif que l’on doit se tourner pour comprendre la naissance de cet acte de vérité réfléchi. Ces bases conceptuelles une fois posées, Foucault peut se tourner vers l’étude des Pères de l’Église.

### L’étude du christianisme primitif
L’étude porte sur trois pratiques alèthurgiques chrétiennes.  Dans les leçons 5, 6 et 7, Foucault étudie le baptême, principalement à travers les écrits de Tertullien. Dans les leçons 8 et 9 il analyse la pénitence. Dans les trois dernières leçons, il prend pour objet la direction de conscience, notamment via Cassien. Foucault cherche à comprendre comment le christianisme primitif a lié la question de la subjectivité à celle de la vérité au sein de ces trois pratiques, et comment on s’est peu à peu acheminé vers « la mise en discours perpétuelle de soi-même », la nécessité de sonder les arcanes de l’âme afin de révéler la vérité sur soi-même. C’est dans cette verbalisation du sujet par lui-même que Foucault voit le pas décisif effectué par le christianisme du point de vue d’une histoire de la subjectivité et de la vérité.

### Christianisme et paganisme
Dans les leçons portant sur la direction de conscience, Foucault fait de nombreuses comparaisons entre le christianisme et le paganisme, il ébauche ainsi certaines analyses qu'il poursuivra dans Le souci de soi, en 1984. Alors que dans le stoïcisme, la direction de conscience était limitée dans le temps et avait pour fin l’autonomie du sujet, dans le christianisme elle est centrée sur une obéissance infinie et sur une mortification de soi-même. S’esquisse déjà ici la conclusion du Souci de soi dans laquelle Foucault soulignait la similitude apparente de la morale païenne tardive et de la morale chrétienne tout en insistant sur le fait qu’il existe entre elles une importante différence de sens. Dans la morale païenne s’exprime un « art de l’existence » qui n’a rien à voir avec « l’obéissance à une loi » et à « l’herméneutique purificatrice des désirs » qui dominent dans le christianisme.